# Lőrincz Ferenc (orvos)
Lőrincz Ferenc (Bálványosváralja, 1898. október 15. – Budapest, 1986. május 15.) orvos, mikrobiológus, parazitológus, egyetemi tanár, az orvostudományok doktora (1956).

## Életpályája
1919-ben a kolozsvári egyetemen kezdte tanulmányait végül a Szegedi Tudományegyetemen diplomázott 1924-ben. Tanársegéd volt egy kis ideig majd törvényszéki orvosi oklevelet és laboratóriumi szakorvosi képesítést szerzett. 1928-ban az Országos Közegészségügyi Intézet adjunktusa. Itt megszervezte az OKI kórszövettani és parazitológiai osztályát. Őt tekintik a magyar humán parazitológia megteremtőjének. 1936-tól Szegeden, 1940-1942 között Kolozsvárott egyetemi tanár és osztályvezető. Az egyetemen a Közegészségtani Intézetet vezette és az egyetem Orvosi Karának prodékánja. 1959-től az Országos Húsipari Kutatóintézet igazgatója. A húsiparban mint mikrobiológus és parazitológus dolgozott és kutatott.

## Közéleti tevékenysége
A Népegészségügy című folyóirat szerkesztője 1933–1936 között. A Húsipar című folyóirat alapító szerkesztője és a Parasitologia Hungarica egyik alapítója (1968), valamint 1968–1986 között szerkesztő bizottsági tagja.  Az Országos Környezetvédelmi Tanács rendes tagja és a Magyar Higiénikusok Társaságának egyik alapítója 1932-ben. 1964-től a Magyar Parazitológiai Társaság alapítója és elnökségi tagja, 1967–1972 között elnöke, majd 1972-től tiszteletbeli elnöke. A Népszövetség Egészségügyi Szervezete Malária Bizottságában Magyarország képviselője 1938–1944 között.

## Munkái
Élete során 171 tudományos közleményt publikált és több könyvet is megjelentetett. 
Jelentősebb munkái:
- Az echinococcus gyakorisága Magyarországon (Burghoffer G.-val, Állatorv. Lapja, 1931);
- Bakteriológia, immunitástan, parazitológia (Loverekovich I.-nal és Tomcsik J.-fel, Bp., 1935);
- A malária (Bp., 1939);
- Húsipari kézikönyv (Bp., 1973) – Irod.: Kassai T.:
- Búcsú dr. L. F.-től (Orv. Hetil., 1986, 3. sz.); Len¬csepety J.: Dr. L. F. (Húsipar, 1986).

## Díjai, elismerései
- Balassa János-emlékérem  (1935)
- Mészáros Károly-díj  (1939)
- Sigmond Elek-emlékérem (1965)
- A Szegedi Egyetem díszdoktora (1980)

## Külső hivatkozások
- Lőrincz Ferenc életrajz. Magyar Elektronikus Könyvtár. (Hozzáférés: 2011. május 15.)
- Az Országos Húsipari Kutatóintézet történetének áttekintése. ohki.hu. [2010. augusztus 21-i dátummal az eredetiből archiválva]. (Hozzáférés: 2011. május 15.)
- Az Országos Húsipari Kutatóintézet történetének áttekintése. ohki.hu. [2010. augusztus 21-i dátummal az eredetiből archiválva]. (Hozzáférés: 2011. május 15.)
- Lőrincz Ferenc művei az antikva.hu-n. antikva.hu. [2011. május 4-i dátummal az eredetiből archiválva]. (Hozzáférés: 2011. május 15.)